# Morane-Saulnier MS.180
El Morane-Saulnier MS.180 fue un entrenador acrobático de ala en parasol, monomotor, diseñado en Francia en 1929. Se produjeron y usaron alrededor de 17 ejemplares en clubes de vuelo franceses, sobreviviendo algunos a la Segunda Guerra Mundial, y uno permaneciendo en uso en un club hasta los años 70. Antes de la Segunda Guerra Mundial, varios aparatos fueron usados por las fuerzas de la República Española para entrenar pilotos durante la Guerra Civil Española. Todavía vuelan dos MS.181.

## Diseño y desarrollo
Morane-Saulnier era bien conocida por su serie de cazas de ala en parasol. El MS.180 seguía la tradición, pero fue diseñado como entrenador acrobático, un monoplaza cercano al biplaza, pero por lo demás similar, Morane-Saulnier MS.230, algo más pequeño y mucho menos potente. El avión se construyó con una mezcla de madera y metal y, aparte del fuselaje delantero, estaba recubierto de tela. Su ala aflechada tenía largueros y alerones metálicos, pero costillas de madera. Estaba dispuesta por encima del fuselaje sobre soportes metálicos de tipo cabaña en V invertida, y arriostrada al fuselaje inferior mediante soportes metálicos paralelos. El fuselaje delantero tenía estructura y revestimiento metálicos, aunque la parte trasera era de madera. La cabina estaba bajo el borde de fuga alar, que disponía de un gran recorte para mejorar la visibilidad. La unidad de cola era de estructura metálica, con el plano de cola en la parte superior del fuselaje. El empenaje tenía un borde de ataque curvo y el timón se extendía hasta la parte inferior del fuselaje, moviéndose entre los elevadores separados. El MS.180 tenía un tren de aterrizaje convencional fijo, con las ruedas principales simples montadas en soportes en V abisagrados al fuselaje inferior. Las patas de los amortiguadores eran casi verticales y estaban unidas a los soportes alares delanteros; que además estaban arriostrados al fuselaje superior en los puntos de unión de las patas. Un patín de cola completaba el tren de aterrizaje.
El MS.180 voló por primera vez en 1929, propulsado por un motor radial de nueve cilindros Salmson 9Ad de 30 kW (40 hp) y 3,65 l de capacidad. Los aviones posteriores, designados MS.181, estaban propulsados por el radial de cinco cilindros Salmson 5Ac de 40 kW (60 hp) de mayor capacidad (5,1 l). Las reconstrucciones del registro civil de aeronaves francés sugieren que solo se construyó un único MS.180, y que posteriormente fue convertido con el motor más potente.

## Historia operacional
En total, se produjeron 17 ejemplares del MS.180 y sus variantes, la mayoría como MS.181. Quince MS.181 fueron comprados por la Compagnie Française d'Aviation y fueron usados en sus escuelas de vuelo desde 1930. Uno todavía volaba con ellos en los años 70. Cuatro de estos ejemplares fueron comprados por las Fuerzas Aéreas de la República Española en 1937 para el entrenamiento de pilotos, al principio de la Guerra Civil.

## Variantes

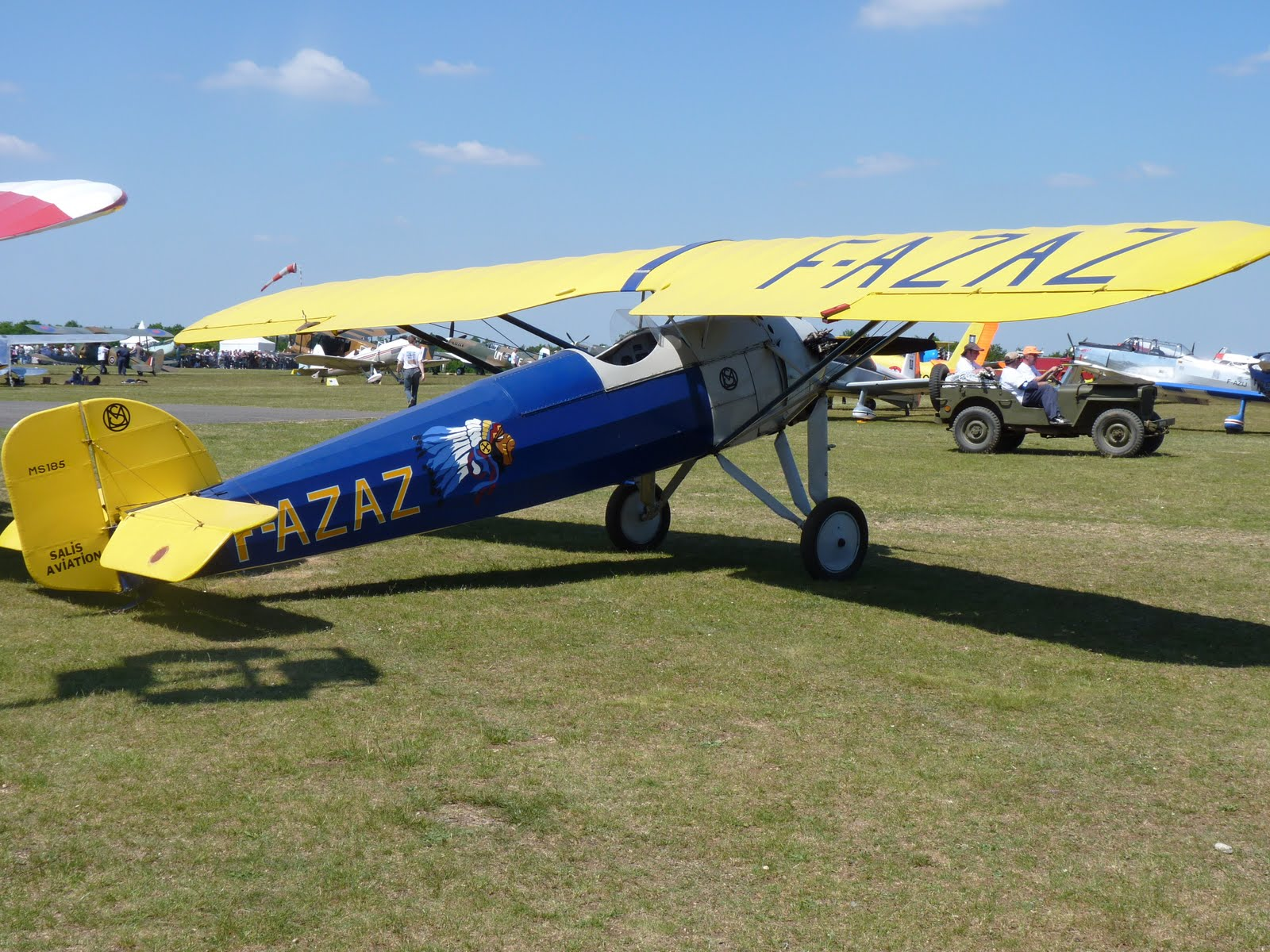
Morane-Saulnier MS.185.

MS.180
Prototipo con motor radial Salmson 9Ad de nueve cilindros y 30 kW (40 hp). Uno construido, convertido a MS.181.
MS.181
Versión de producción con motor radial Salmson 5Ac de cinco cilindros y 40 kW (60 hp). Alrededor de 15 construidos.
MS.185
Uno construido.

## Operadores
República Española

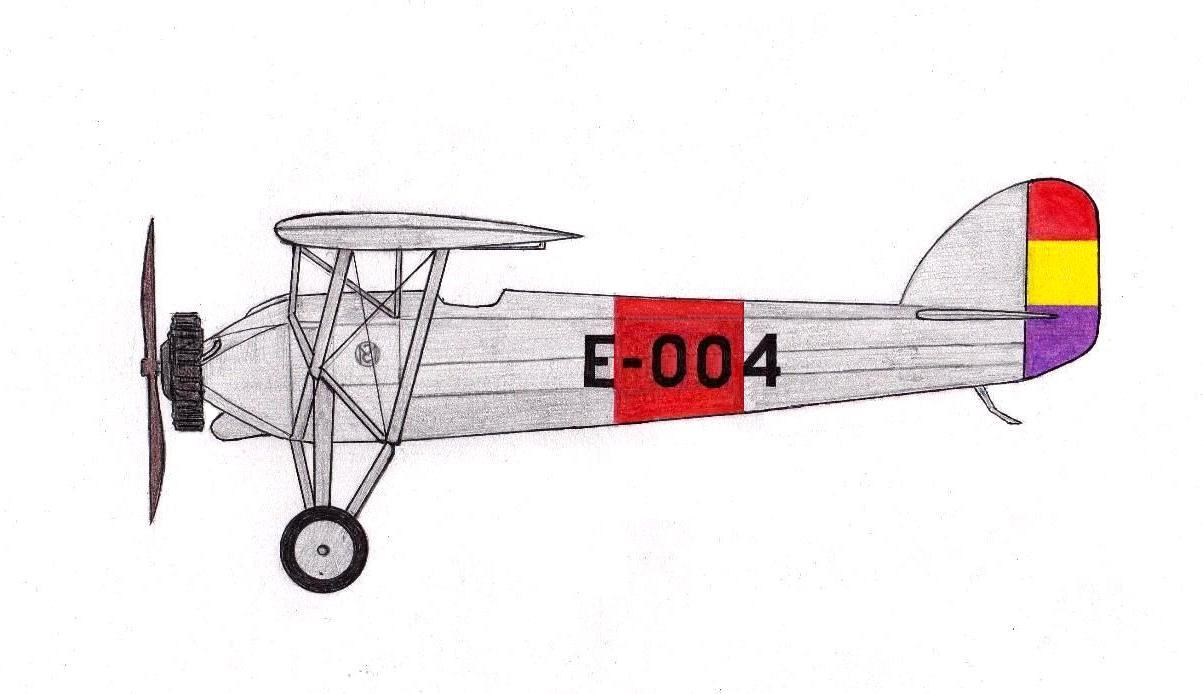
Morane-Saulnier MS.181de las Fuerzas Aéreas de la República Española.

- Fuerzas Aéreas de la República Española

## Supervivientes
Dos aviones de la serie MS.180 vuelan todavía en Francia. El MS.181 N304JX/F-AJXN, anteriormente en el EAA AirVenture Oshkosh, es de propiedad privada. El MS.185 F-AZAZ pertenece a la colección Amicale Jean-Baptiste Salis en Cerny y también está en exhibición.
La colección Salis posee otro MS.181 no volable, aunque no se encuentra en la exhibición general. El Museo del Aire en Cuatro Vientos, cerca de Madrid, exhibe un MS.181 no volable pintado con los colores de las Fuerzas Aéreas de la República Española.

## Especificaciones (MS.180)
Referencia datos: Howson

### Características generales
- Tripulación: Uno (piloto)
- Longitud: 6,04 m
- Envergadura: 9,0 m
- Altura: 2,29 m
- Superficie alar: 13,2 m²
- Peso vacío: 379 kg
- Peso cargado: 510 kg
- Planta motriz: 1× motor radial invertido de 9 cilindros refrigerado por aire y 3,65 l Salmson 9 AD[2].
  - Potencia: 30 kW (40 hp)
- Hélices: Bipala de madera

### Rendimiento
- Velocidad máxima operativa (Vno): 133 km/h al nivel del mar (no está claro si el dato es del MS.180 o del MS.181)
- Tiempo a altitud: 11 min, 15 s a 1000 m (3280 pies)

### Secuencias de designación
- Secuencia MS._ (interna de Morane-Saulnier): ← MoS.149 - MS.152 - MS.160 - MS.180 - MS.181 - MS.185 - MS.200 - MS.221 - MS.222 →